# Amy Cragg
Amy Hastings-Cragg, nata Amy Hastings (Long Beach, 21 gennaio 1984), è una maratoneta e mezzofondista statunitense.
Nel suo palmarès vanta una medaglia di bronzo nella maratona ai mondiali di Londra 2017.

## Biografia
Nativa di Long Beach, da giovane frequenta la Leavenworth High School dell'omonima città. Più tardi si iscrive all'Università statale dell'Arizona, ottenendo numerosi riconoscimenti nel campo dell'atletica leggera.
A seguito del matrimonio con il mezzofondista sudafricano Alistair Cragg nell'autunno 2014, inizia ad utilizzare il cognome del marito nelle competizioni internazionali.
Il 14 agosto 2016 prende parte alla maratona femminile nei Giochi di Rio de Janeiro 2016, disputatasi nei pressi del Sambodromo di Rio de Janeiro. Termina la competizione in nona posizione con un tempo di 2h28'25", a circa quattro minuti dal podio composto da Jemima Sumgong (2h24'04"), Eunice Kirwa (2h24'13") e Mare Dibaba (2h24'30").
Il 6 agosto 2017 partecipa alla maratona dei mondiali di Londra 2017. Componente del gruppo di testa nella seconda metà di gara e in lotta per il successo sino all'ultimo, la statunitense si piazzerà terza con un miglior stagionale di 2h27'18", dietro alla vincitrice Rose Chelimo e all'ex campionessa Edna Kiplagat.

## Progressione

### Mezza maratona
| Stagione | Risultato | Luogo          | Data       | Rank. Mond. |
| -------- | --------- | -------------- | ---------- | ----------- |
| 2017     | 1h08'27"  | Marugame       | 5-2-2017   |             |
| 2016     | 1h12'58"  | Rio de Janeiro | 14-8-2016  |             |
| 2015     | 1h12'04"  | Tempe          | 18-1-2015  |             |
| 2014     | 1h12'46"  | Chicago        | 12-10-2014 |             |
| 2011     | 1h11'22"  | Las Vegas      | 4-12-2011  |             |
| 2010     | 1h11'19"  | Houston        | 17-1-2010  |             |
| 2009     | 1h13'20"  | Birmingham     | 11-10-2009 |             |

### Maratona
| Stagione | Risultato | Luogo       | Data       | Rank. Mond. |
| -------- | --------- | ----------- | ---------- | ----------- |
| 2017     | 2h27'18"  | Londra      | 6-8-2017   |             |
| 2016     | 2h28'20"  | Los Angeles | 13-2-2016  |             |
| 2014     | 2h27'03"  | Chicago     | 12-10-2014 |             |
| 2013     | 2h42'50"  | New York    | 3-11-2013  |             |
| 2012     | 2h27'17"  | Houston     | 14-1-2012  |             |

## Palmarès
| Anno | Manifestazione             | Sede           | Evento         | Risultato | Prestazione | Note                                     |
| ---- | -------------------------- | -------------- | -------------- | --------- | ----------- | ---------------------------------------- |
| 2003 | Mondiali di cross          | Losanna        | Corsa juniores | 20ª       | 22'34"      |                                          |
| 2008 | Mondiali di cross          | Edimburgo      | Corsa seniores | 62ª       | 28'18"      |                                          |
| 2009 | Mondiali di mezza maratona | Birmingham     | Mezza maratona | 32ª       | 1h13'20"    |                                          |
| 2010 | Mondiali di cross          | Bydgoszcz      | Corsa seniores | 25ª       | 26'20"      |                                          |
| 2011 | Mondiali                   | Taegu          | 5000 m piani   | 14ª       | 15'56"06    |                                          |
| 2012 | Giochi olimpici            | Londra         | 10000 m piani  | 11ª       | 31'10"69    |                                          |
| 2013 | Mondiali                   | Mosca          | 10000 m piani  | 14ª       | 32'51"19    |                                          |
| 2016 | Giochi olimpici            | Rio de Janeiro | Maratona       | 9ª        | 2h28'25"    |                                          |
| 2017 | Mondiali                   | Londra         | Maratona       | Bronzo    | 2h27'18"    | Miglior prestazione personale stagionale |

## Campionati nazionali
2010
- Bronzo ai campionati statunitensi di mezza maratona - 1h11'19"

2011
- Argento ai campionati statunitensi, 5000 m piani - 15'14"31

2012
- Oro ai campionati statunitensi, 10000 m piani - 31'58"36

2014
- Argento ai campionati statunitensi, 20 km su strada - 1h08'54"
- Bronzo ai campionati statunitensi, 10000 m piani - 32'18"81

2018
- Bronzo ai campionati statunitensi, 5 km su strada - 15'54"

## Altre competizioni internazionali
2013
- 19ª alla Maratona di New York ( New York) - 2h42'50"

2014
- 4ª alla Maratona di Chicago ( Chicago) - 2h27'03"

2018
- Bronzo alla Maratona di Tokyo ( Tokyo) - 2h21'42"